# Mary Snell-Hornby
Mary Snell-Hornby (* 2. April 1940 in Mirfield, Yorkshire) ist eine österreichisch-britische Translationswissenschaftlerin. Sie wurde 1989 als erste Ordentliche Universitätsprofessorin für Übersetzungswissenschaft am damaligen Institut für Übersetzer- und Dolmetscherausbildung (heute Zentrum für Translationswissenschaft) an der Universität Wien ernannt und 2008 emeritiert. Sie hatte wesentlichen Einfluss auf die Entwicklung der Disziplin der Übersetzungswissenschaften. Sie wird als eine der Leitfiguren des Fachs beschrieben.

## Leben und Wirken
Nach dem Schulabschluss an der St. Felix School in Suffolk studierte Mary Snell-Hornby von 1958 bis 1962 an der Universität St. Andrews Deutsch, Englisch und Französisch und schloss dieses Studium 1962 mit dem Master of Arts mit Auszeichnung ab. Mit einem Stipendium der österreichischen Bundesregierung verbrachte sie das akademische Jahr 1962–1963 an der Universität Wien mit Recherchen zur dramatischen Satire von Karl Kraus und Johann Nestroy für den akademischen Grad des Bachelor of Philosophy der Universität St. Andrews, den sie 1966 erhielt. Von 1964 bis 1969 war sie als Lektorin am Englischen Seminar der Universität München tätig und publizierte Studienbücher im Bereich der Übersetzung und Lyrikinterpretation. Ebenfalls in München arbeitete sie als Übersetzerin von Dokumentarfilmen für den Verein Inter Nationes, als Dolmetscherin für das Indische Generalkonsulat und als Lektorin für den Max Hueber Verlag. 1971–1972 war sie Dozentin für Germanistik an der University of Natal in Pietermaritzburg, Südafrika. Ab 1977 war sie im Englischen Seminar der Universität Zürich tätig, wo sie 1981 mit der Monographie Verb-descriptivity in German and Englisch. A contrastive study in semantic fields habilitierte; danach war sie bis 1989 Privatdozentin der Universität Zürich. 1981 bis 1983 vertrat sie den Lehrstuhl für Übersetzungswissenschaft am Institut für Übersetzen und Dolmetschen der Universität Heidelberg. Ab 1984 hatte sie Lehraufträge für Übersetzen an der Universität des Saarlandes und der Universität Innsbruck. 1986–1987 war sie Gastlinguistin am Sonderforschungsbereich 309 für Literarisches Übersetzen an der Universität Göttingen. 1987 folgte die Promotion zum Doktor der Philosophie der Universität Zürich mit der Studie Translation Studies - An Integrated Approach. Nach der Ernennung im Jahr 1989 zur Universitätsprofessorin am Institut für Übersetzer- und Dolmetscherausbildung der Universität Wien war sie 1990 bis 1994 Institutsvorstand und 2006–2007 stellvertretende Leiterin des Zentrums für Translationswissenschaft. Ab 1997 war sie Honorarprofessorin am Centre for Translation and Comparative Cultural Studies der Universität Warwick (UK) bis zu dessen Schließung 2009. Im Mai 2010 wurde ihr ein Ehrendoktorat der Universität Tampere, Finnland verliehen. Auch nach ihrer Emeritierung 2008 ist Mary Snell-Hornby weiterhin als Gastdozentin, Autorin und Herausgeberin tätig geblieben.

Geprägt hat Mary Snell-Hornby die junge Disziplin der Übersetzungswissenschaften durch zahlreiche einflussreiche Publikationen. In dem Buch Übersetzungswissenschaft - Eine Neuorientierung, das sie herausgegeben hat, plädierte sie dafür, die Trennung zwischen literarischem Übersetzen und Fachübersetzen aufzuheben. 

„Nach unserer Auffassung sollte sich die Übersetzungswissenschaft als eigenständige Disziplin verstehen und nicht mehr als Teilbereich einer Teildisziplin. Wenn man von den bestehenden Wissenschaften als Kategorie ausgeht, dann wäre die Übersetzungswissenschaft als interdisziplinäre, multiperspektivische Einheit zu verstehen, die von der komplexen Realität des Übersetzens [...] ausgeht [...].“

Franz Pöchhacker, Klaus Kaindl und Mira Kadrić würdigten Snell-Hornby in einer Festschrift anlässlich ihres 60. Geburtstages als eine Persönlichkeit, „deren Name und Werk aufs engste mit der Entwicklung der Disziplin [der Übersetzungswissenschaften] seit den achtziger Jahren verbunden sind“ (Franz Pöchhacker, Klaus Kaindl und Mira Kadric: Translationswissenschaft. Festschrift für Mary Snell-Hornby zum 60. Geburtstag.).
Mary Snell-Hornby veröffentlichte unter anderem Translation Studies. An Integrated Approach. und gehört zu den Herausgebern des Standardwerks Handbuch Translation.

## Schwerpunkt in Forschung und Lehre
Mary Snell-Hornby studierte in klassischen Fächern der Philologien (zunächst Germanistik mit Forschungsschwerpunkt österreichisches Drama, es folgte eine Forschungstätigkeit im Fach Anglistik mit Schwerpunkt kontrastive Linguistik), ihre Lehr- und Publikationstätigkeit widmete sie zunächst der Übersetzung. Ihr Bestreben, diese Bereiche in die neu entstehende Disziplin der Übersetzungswissenschaft zu integrieren, führte zu ihrer Studie Translation Studies. An Integrated Approach (1988). Ihre wissenschaftlichen Werke sowie ihre Lehrtätigkeit liegen diesem holistischen, interdisziplinären Zugang in verschiedenartigen Themenbereichen der Übersetzungswissenschaft zugrunde. Ab 2000 leitete sie ein vom FWF finanziertes, fünfteiliges Forschungsprojekt zum Thema „Literarisches Übersetzen als multimediale Kommunikation.“ Ihr Spezialgebiet ist nach wie vor das Bühnenübersetzen.

## Gastprofessuren (Auswahl)
- Oktober 1989: Institut für Translationswissenschaft, Universität Tampere, Finnland
- Oktober 1991: Institut für Translatologie, Karls-Universität Prag, Tschechien
- Dezember 1992: Wei Lun Professor, Chinese University of Hong Kong[8]
- August 1994: CERA Professor, Katholische Universität Leuven, Belgien[8]
- März 1995: Faculty of Arts, Chulalongkorn University, Bangkok, Thailand
- März 1997: École de Traduction et d'Interpretation, Université de Genève, Schweiz[8]
- Juni 1998: Depto. de Filología Anglogermánica, Universidad de Oviedo, Spanien
- September 2006: Centro de Comunicacao e Expressao, Universidade Federal de Santa Catarina, Brasilien[8]
- Juni 2009: Ionische Universität Korfu, Griechenland[8]
- 2010: Institut für Theoretische und Angewandte Translationswissenschaft, Universität Graz, Österreich[8]

## Mitgliedschaften (Auswahl)
- European Association for Lexicography (EURALEX). Gründungsmitglied 1984–1996. 1986–1992 Vorstandsmitglied
- Wiener Sprachgesellschaft: Mitglied seit 1990. 1992–1997 Vorstandsmitglied. 1992–1994 Präsidentin
- European Society for Translation Studies (EST): Gründungsmitglied. 1992–1998 Vorstandsmitglied und Präsidentin 1992–1998[8]

## Publikationen (Auswahl)
- German thought in English idiom: Exercises in translation and style for final year students. Hueber, München, 1967
- Vom Lesen zum Interpretieren. Am Beispiel englischer Lyrik. Hueber, München, 1972
- Verb-descriptivity in German and English. A contrastive study in semantic fields. Heidelberg, Winter. 1983, ISBN 3-533-03368-6[9][10]
- Übersetzungswissenschaft - Eine Neuorientierung. Zur Integrierung von Theorie und Praxis. (Hrsg.) Francke, Tübingen, 1986, ISBN 3-7720-1727-4
- Translation Studies. An Integrated Approach. Benjamins, Amsterdam, 1988, ISBN 978-1-55619-051-3
- Translation Studies. An Interdiscipline. (Hrsg. mit Franz Pöchhacker und Klaus Kaindl), Benjamins, Amsterdam, 1994, ISBN 90-272-2141-3[9][10]
- German-English prose translation.Hueber, Ismaning, 1989, ISBN 3-19-002159-7
- Translation as Intercultural Communication. Selected Papers from the EST Congress - Prague 1995. Benjamins, Amsterdam, 1997, ISBN 978-1-55619-702-4
- Handbuch Translation. (Hrsg. mit Hans G. Hönig, Paul Kußmaul und Peter A. Schmitt) Stauffenburg, Tübingen, 1998, ISBN 3-86057-991-6
- Translation into Non-Mother Tongues In Professional Practice and Training. (Hrsg. mit Meta Grosman, Mira Kadrić und Irena Kovacic) Stauffenburg, Tübingen, 2000, ISBN 978-3-86057-247-4
- The Turns of Translation Studies. New paradigms or shifting viewpoints? Benjamins, Amsterdam, 2006, ISBN 978-90-272-1674-8
- Translationswissenschaft in Wendezeiten. Ausgewählte Beiträge zwischen 1989 und 2007. (Hrsg. von Mira Kadrić und Jürgen F. Schopp), 2008, Stauffenburg, Tübingen, ISBN 978-3-86057-259-7[9][10]
- Die Multiminoritätengesellschaft: Beiträge zum Symposium "Sprache, Identität, Translationswissenschaft" 14.-15. Oktober 2011 im Oratorium der Österreichischen Nationalbibliothek in Wien. (Hrsg. mit Mira Kadrić) Saxa, Berlin, 2012, ISBN 978-3-939060-44-4[9][10]